# Panorama (BBC)
Pour les articles homonymes, voir panorama (homonymie).
 (septembre 2024).
Si vous disposez d'ouvrages ou d'articles de référence ou si vous connaissez des sites web de qualité traitant du thème abordé ici, merci de compléter l'article en donnant les références utiles à sa vérifiabilité et en les liant à la section « Notes et références ».
Panorama est une émission de télévision d'actualité britannique, lancée le 11 novembre 1953 et produite par la BBC. C'est une émission d'investigation journalistique. Richard Dimbleby en était le présentateur original, durant les années 1950 et les années 1960. Son fils, David Dimbleby, a continué à présenter l'émission les années suivantes. Panorama est diffusée sur la chaîne publique BBC One, à 20h30 chaque lundi.
Elle a inspiré l'émission documentaire australienne Four Corners diffusée sur ABC mais aussi en France Panorama, lancée par l'ORTF.
L'une des émissions de Panorama les plus célèbres est l'interview de Diana, princesse de Galles par Martin Bashir, qui s'est déroulée après sa séparation.

## Présentateurs
- Max Robertson (1953–1954)
- Richard Dimbleby (1955–1965)
- Sir Robin Day (1966–2000)
- David Dimbleby (depuis 1974)
- Robert Kee (1982–2013)
- Jeremy Vine (en) (depuis Janvier 2007)
- Pas de présentateur (depuisDécembre 2010)

## Investigateurs
- Hilary Andersson
- Richard Bilton
- Jane Corbin
- Tom Heap
- Andrew Jennings
- Shelley Jofre
- Paul Kenyon
- David Lomax
- Gerry Northam
- Samantha Poling
- Raphael Rowe
- John Sweeney
- Peter Taylor
- Jeremy Vine
- Vivian White
- Chris Rogers
- John Ware